# Fizika nizkih temperatur
Fizika nizkih temperatur je del fizike, ki se ukvarja z raziskovanjem fizikalnih značilnosti sistemov pod nizkimi temperaturami. Še posebej se ukvarja s pojavi, kot sta superprevodnost in supertekočnost. Fizika nizkih temperatur raziskuje fizikalne procese pri zelo nizkih temperaturah do absolutne ničle in se ukvarja z raziskovanjem značilnosti snovi pri takšnih nizkih in ultranizkih temperaturah, ter je tako povezana z mnogimi področji znanosti in tehnike.